# عبد الكريم الحائري اليزدي
عبد الكريم الحائري اليزدي (بالفارسية: عبدالکریم حائری یزدی) كان أحد مراجع الشيعة في إيران. وهو مؤسس الحوزة العلمية في مدينة قم.

## نشأته
وُلد عام 1859 في أحد قرى مدينة يزد بإيران. ابتدأ دراسته الدينية في يزد، ثم هاجر إلى سامراء في العراق، ثم انتقل منها إلى النجف، بعدها انتقل إلى مدینة كربلاء فترةً ثم عاد إلى إيران وتحديداً لمدينة آراك. في عام 1921 انتقل إلى قم لتأسيس الحوزة فيها.

## اساتذته
- مجد العلماء الاردكاني.
- حسين وامق.
- السيد يحيى الكبير (المجتهد اليزدي ).
- الشيخ فضل الله النوري.
- الشيخ المحلاتي الشيرواني.
- الشيخ الشيرازي الكبير.
- الفشاركي الاصفهاني.
- الشيخ الشيرازي الثاني المتوفى عام 1338 هـ.
- الشيخ الخراساني صاحب كفاية الاصول.

## تلامذته
- روح الله الخميني.
- السید محمّد تقي الخونساري.
- السيد صدر الدين الصدر.
- أبو الحسن القزويني.[1]
- محمد الحجة الكوهكمري.
- محمد الداماد اليزدي.
- علي المعصومي الهمداني.
- احمد الخونساري.
- احمد الزنجاني.
- علي اليثربي الكاشاني.
- السيد الكلبايكاني.

## مؤلفاته
1. كتاب الصلاة.
2. التقريرات (في اصول الفقه ).
3. درر الفوائد ( مجلدان في اصول الفقه ).
4. كتاب الرضاع.
5. كتاب المواريث.
6. كتاب النكاح.[2]

## ما قیل فیه
قال الإمام روح الله الخميني في حقه: ((نحن نفتخر بان لدينا من أمثال الشيخ عبد الكريم الحائري ـ رحمه اللّه ـ)).

## وفاته
توفي عبد الكريم الحائري اليزدي في السابع عشر من ذو القعدة سنة 1355 هـ المصادف لـ 30 يناير 1937، و دُفن بجوار السيدة فاطمة بنت موسى الكاظم في مدينة قم.

## طالع أيضًا
- أبو مسلم الأصفهاني
- نصرت الأمين